# العلاج الجيني لعمى الألوان
العلاج الجيني لعمى الألوان هو علاج جيني تجريبي لشبكية العين البشرية يهدف إلى منح رؤية ألوان ثلاثية الألوان للأفراد المصابين بعمى الألوان الخلقي عن طريق إدخال أليلات نموذجية لجينات الأوبسين (مستقبلات ضوئية في الشبكية). بدأت الاختبارات على الحيوانات للعلاج الجيني في عام 2007 مع تقدم كبير في عام 2009 في قرود السنجاب مما يشير إلى أن العلاج الجيني عند البشر أصبح وشيكًا. تأخر البحث في العلاج الجيني لعمى الألوان الأحمر والأخضر منذ ذلك الحين، لكن التجارب البشرية الناجحة جارية لعمى الألوان. يؤثر نقص رؤية الألوان الخلقي على أكثر من 200 مليون شخص في العالم؛ مما يمثل طلبًا كبيرًا على هذا العلاج الجيني.

## رؤية الألوان
تحتوي شبكية العين البشرية على خلايا مستقبلية للضوء تسمى المخاريط التي تسمح برؤية الألوان. يمتلك الإنسان ثلاثي الألوان العادي ثلاثة أنواع مختلفة من المخاريط لتمييز الألوان المختلفة في الطيف المرئي. يوجد ثلاثة أنواع من المخاريط: (ل) و(م) و(س) (L وM وS)، كل منها يحتوي على أوبسين حساس لجزء مختلف من الطيف المرئي. وبشكل أكثر تحديدًا، يمتص المخروط (ل) حوالي 560 نانومتر، ويمتص المخروط (م) حوالي 530 نانومتر، ويمتص المخروط (س) حوالي 420 نانومتر. تحول هذه المخاريط الضوء الممتص إلى معلومات كهربائية تنتقل عبر الخلايا الأخرى على طول مسار النقل الضوئي، قبل الوصول إلى القشرة البصرية في الدماغ.
تُقارَن الإشارات من المخاريط الثلاثة مع بعضها البعض لتوليد 3 قنوات لونية. يُنظر إلى القنوات على أنها توازنات بين الأحمر والأخضر والأزرق والأصفر والأسود والأبيض.

## قصور رؤية الألوان
نقص رؤية الألوان (CVD) هو انحراف رؤية الألوان للفرد عن الرؤية ثلاثية الألوان عند الإنسان النموذجي. بالنسبة للعلاج الجيني، يمكن تصنيف نقص رؤية الألوان في مجموعتين.

### ثنائية اللون
ثنائية اللون ذات رؤية لونية جزئية. الشكل الأكثر شيوعًا من ثنائية اللون هو عمى الألوان الأحمر والأخضر. عادة ما تنشأ ثنائية اللون عندما تكون أحد جينات الأوبسين الثلاثة محذوفة أو لا تعمل بشكل كامل. تعتمد التأثيرات والتشخيص على الأوبسين المفقود. البروتوبينات (شائعة جدًا) لا تحتوي على الأوبسين (ل) (L-opsin)، ولا تحتوي الديوتيرانوبات (شائعة جدًا) على الأوبسين (م) (M-opsin)، ولا تحتوي التريتانوبات (نادرًا) على الأوبسين (س) (S-opsin). وفقًا لذلك، يعني المخروط المفقود أن إحدى القنوات المقابلة غير نشطة: الأحمر والأخضر للبروتانوبات (الديوتيرانوبات) والأزرق والأصفر للتريتانوبات. لذلك فهم يرون مساحة لونية أقل بكثير. على الرغم من أن ازدواج اللون يسبب القليل من المشاكل الحرجة في الحياة اليومية، لكن عدم القدرة على العمل بالعديد من المهن (حيث قد تكون رؤية الألوان حرجة للسلامة) يعد عيبًا كبيرًا.
لا تفتقد ثلاثية الألوان الشاذة جين الأوبسين، بل تحتوي على جين متحور. لديهم رؤية ثلاثية الألوان، ولكن مع نطاق لوني أصغر من رؤية الألوان النموذجية. بالنسبة للعلاج الجيني، فهي مكافئة لثنائية اللون.
تفتقد أحادية اللون المخروطية الزرقاء كلًا من الأوبسين (ل) و (م) (L وM) وبالتالي لا يوجد رؤية لونية. يُعامَلون كمجموعة فرعية من ثنائية اللون، إذ يُستخدم مزيج من العلاجات الجينية لعمى اللون الأحمر وثنائية اللون.

### عمى الألوان التام
يميل الأفراد المصابون بالعمى الخلقي إلى امتلاك جينات أوبسين نموذجية، لكن لديهم طفرة في جين آخر في اتجاه مجرى مسار النقل الضوئي (مثل بروتين GNAT2) الذي يمنع مخاريطهم (وبالتالي الرؤية الضوئية) من العمل. يعتمد العمى الخلقي فقط على الرؤية العكسية. إن شدة الحالة أسوأ بكثير من ثنائية اللون، ليس فقط في نقص رؤية الألوان، ولكن أيضًا في الأعراض المتزامنة، ورهاب الضوء، والرأرأة وضعف حدة البصر.

## العلاج الجيني لشبكية العين
تهدف العلاجات الجينية إلى حقن نسخ وظيفية من الجينات المفقودة أو الطافرة في الأفراد المصابين عن طريق استخدام النواقل الفيروسية. باستخدام الفيروس المرتبط بالغدة المؤتلف معيب النسخ المتماثل (rAAV) كناقل، يمكن توصيل الدنا المتمم cDNA للجين المصاب إلى المخاريط الموجودة في الجزء الخلفي من الشبكية عادةً عن طريق الحقن تحت الشبكية. تعتبر الحقن داخل الجسم الزجاجي أقل توغلًا، ولكنها ليست بفعالية الحقن تحت الشبكية بعد. عند اكتساب الجين، يبدأ المخروط في التعبير عن الصبغة الضوئية الجديدة. التأثير دائم وفعال بشكل مثالي.

## الأبحاث
كان أول علاج جيني للشبكية توافق عليه إدارة الغذاء والدواء هو مستحضر لوكستورنا (فورتيجين نيباروفوفيك) في عام 2017، والذي يعالج مرض ليبر الخلقي، وهو اضطراب وراثي يمكن أن يؤدي إلى العمى. تستخدم هذه العلاجات أيضًا الحقن تحت الشبكية الناقل المرتبط بالغدة المؤتلف معيب النسخ المتماثل AAV وبالتالي فهي أساسية للبحث في العلاج الجيني لعمى الألوان. 
أُدخل صباغ مخروط (ل) (L-cone) الضوئي البشري في الفئران. نظرًا لأن الفئران تمتلك فقط مخاريط (م) و(س) فهي ثنائية اللون. استُبدل بالأوبسين (م) باستخدام الدنا المتمم الأوبسين (ل) في كروموسوم X لبعض الفئران. من خلال تربية هذه الفئران المعدلة وراثيًا، ولّدت إناث متغايرة الزيجوت بمخروط (م) ومخروط (ل). حسّنت هذه الفئران نطاق رؤية الألوان واكتسبت ثلاثية الألوان، واختُبرت بواسطة مخطط كهربية الشبكية والاختبارات السلوكية. ولكن تطبيق هذا أصعب في العلاج الجيني.
كان الناقل المرتبط بالغدة المؤتلف معيب النسخ المتماثل هو إدخال جين البروتين الفلوري الأخضر (GFP) في مخاريط العضلان. صُمم الإدخال الجيني ليُعبر عنه فقط في مخاريط (س) و(م)، ولوحظ التعبير عن البروتين الفلوري الأخضر في الجسم الحي بمرور الوقت. يمكن أن يستقر التعبير الجيني إذا أُعطي المريض جرعة عالية بما فيه الكفاية من الناقل الفيروسي.
في عام 2009، أصبحت قرود السنجاب البالغة ثنائية اللون ثلاثية الألوان باستخدام العلاج الجيني. تمتلك قرود العالم الجديد ميزة تعدد أشكال الأوبسين (م)، إذ يمكن للإناث أن تكون ثلاثية الألوان، ولكن جميع الذكور ثنائية اللون. استُخدم الناقل المرتبط بالغدة المؤتلف معيب النسخ المتماثل لتوصيل جين الأوبسين (ل) البشري تحت الشبكية. اكتسبت مجموعة فرعية من مخاريط (م) للقردة جينات الأوبسين (ل) وبدأت في التعبير المشترك عن الصبغات الضوئية القديمة والجديدة. أظهر مخطط كهربية الشبكية أن المخاريط كانت تعبر عن الأوبسين الجديد وبعد 20 أسبوعًا أظهر اختبار رؤية الألوان أن القردة المعالجة قد طورت بالفعل رؤية ثلاثية الألوان وظيفية.
كان العلاج الجيني هو استعادة بعض رؤية الفئران اللونية المصابة بعمى الألوان التام. كانت النتائج إيجابية بالنسبة لـ 80% من الفئران المعالجة.
في عام 2010، أجري العلاج الجيني لشكل من أشكال عمى الألوان التام. عادت وظيفة المخروط والرؤية النهارية لمدة 33 شهرًا على الأقل في كلبين صغيرين مصابين بالعمى اللوني. ولكن كان هذا العلاج أقل فعالية للكلاب الأكبر سنًا.
في عام 2022 تبين أن 4 شباب مصابين بعمى الألوان التام نمط 2 و3 لديهم استجابات عصبية (قاسها العلماء باستخدام الرنين المغناطيسي الوظيفي) للرؤية الضوئية التي تتطابق مع الأنماط الناتجة عن رؤيتهم العكسية بعد العلاج الجيني. استنتج العلماء بعد ذلك وجود نظام ضوئي ناتج عن مخروط وظيفي بشكل هامشي على الأقل. لم تتحقق المنهجية في رؤية الألوان الجديدة، على الرغم من أن أحد المشاركين ادعى أن تفسير إشارات المرور أصبح أسهل. يمكن اعتبار هذه الحالة الأولى لعلاج عمى الألوان عند البشر.